# Jabirú americà
El jabirú americà (Jabiru mycteria) és una gran cigonya (la major de totes) que es troba al continent americà des de Mèxic fins a l'Argentina, per l'est dels Andes.
Aquesta espècie de la família dels cicònids, és l'única espècie del gènere Jabiru i no s'han descrit subespècies. El nom prové de la llengua tupí-guaraní i significa "coll unflat". També es coneixen com a jabirús els membres del gènere Ephippiorhynchus.

## Morfologia
- L'adult fa 122-140 cm, amb 230-280 cm d'envergadura i un pes d'uns 8 kg. Els mascles més grans poden arribar fins a 1.5 m d'alçària.
- El pic, molt llarg, amb uns 30 cm, és negre i ample, lleugerament corbat cap amunt, acabant en una punta aguda.
- El plomatge és principalment blanc, però el cap i la part superior del coll són negres i sense plomes, amb una bossa de plomes vermelles a la base.
- Els sexes són semblants, encara que la femella és generalment més petita que el mascle.
- Si bé és una au maldestre a terra, és un volador poderós i agraciat.

## Alimentació
Aquest ocell viu a prop dels rius i estanys, i menja quantitats enormes de peixos, mol·luscs i amfibis. De vegades mengen rèptils i petits mamífers. Fins i tot mengen carronya fresca i peixos morts, com els que moren durant els períodes secs.

## Reproducció
Els dos pares construeixen el niu entre agost i setembre, als arbres alts, i l'ampliaran en les successives estacions de cria fins a arribar a alguns metres de diàmetre. Es poden construir mitja dotzena de nius pròxims, amb altres espècies d'aus com agrons. Els pares fan torns per covar la niuada de 2 a 5 ous blancs.